# 소인공주
소인공주(중국어: 昭仁公主, 1639년 - 1644년 4월 24일)는 명나라의 공주이며, 명 사종의 딸이다. 어머니는 황후 주씨이다.
소인공주는 숭정 17년 3월 18일, 이자성이 북경을 함락했을 때 아버지 주유검에 의해 소인전에서 6세의 나이로 살해되었다. 언니 장평공주도 아버지에 의해 살해되었다. 이후 주유검은 탄산에서 목을 매 자살했다.

## 참고 문헌
- 《명사(明史)》 권121